# Isola Raspberry
L'isola Raspberry (isola del lampone) è un'isola dell'arcipelago Kodiak, in Alaska (USA). Si trova 2 km a nord-ovest dell'isola Whale, all'estremità sud-occidentale di Afognak, da cui la divide lo stretto di Raspberry. L'isola è separata da Kodiak dallo stretto di Kupreanof. A nord-ovest lo stretto di Šelichov la separa dalla penisola di Alaska. Vicino alla sua punta orientale si trova una piccola isola chiamata Little Raspberry (57°59′50″N 152°54′08″W).
L'isola, lunga 29 km e larga dai 4,8 km ai 12,9 km, ha una superficie di 200,4 km², un'altitudine massima di 747 m e una popolazione residente di 4 persone (censimento del 2000) che abitano a Port Wakefield, sulla costa nord-est. Amministrativamente appartiene al Borough di Kodiak Island e al Census-designated place di Aleneva.

## Storia
Originariamente l'isola era stata abitata da indigeni aleuti per oltre 7000 anni. I commercianti di pellicce russi presero il controllo delle isole nel XVIII secolo e fecero quasi sparire le lontre marine che ora sono di nuovo numerose.
Nel XX secolo vi erano sull'isola dei conservifici di pesce. Erano stati notati dei depositi alluvionali auriferi nel 1915, tuttavia l'attività mineraria terminò nel 1935.
Altre varianti del suo nome sono state: ostrov Malinovoy (in russo Малина malina significa lampone) o Sievernoi, cioè North Island (isola del Nord), Bolshoi Malinof, Bolshoy Malinovoy, Yukuk.

## Flora e fauna
Il peccio di Sitka è uno degli alberi più diffusi sull'isola. Vi sono foreste di peccio di Sitka, specie di ontani e cespugli di rose selvatiche. Ad altitudini più elevate vi sono mirtilli selvatici e cranberry.
La fauna selvatica dell'isola comprende il cervo Sitka (una sottospecie del cervo mulo), la volpe rossa e l'orso Kodiak, nonché la fratercula dai ciuffi e l'aquila di mare dalla testa bianca.
Le isole Afognak e Raspberry sono le uniche in Alaska ad avere una popolazione di wapiti. In quanto ai wapiti di Roosevelt, sono stati introdotti nel 1928 dallo stato di Washington, si sono adattati bene sull'isola ed alcuni esemplari maschi raggiungono il peso di 600 kg. Un'altra specie introdotta con successo è il topo muschiato. Le balene si aggirano comunemente nello stretto di Rasberry, ma devono tornare indietro perché l'acqua diventa troppo bassa, i canoisti approfittano di questo fenomeno e attendono di vederle passare di nuovo sulla via del ritorno verso le acque profonde.

## Galleria d'immagini

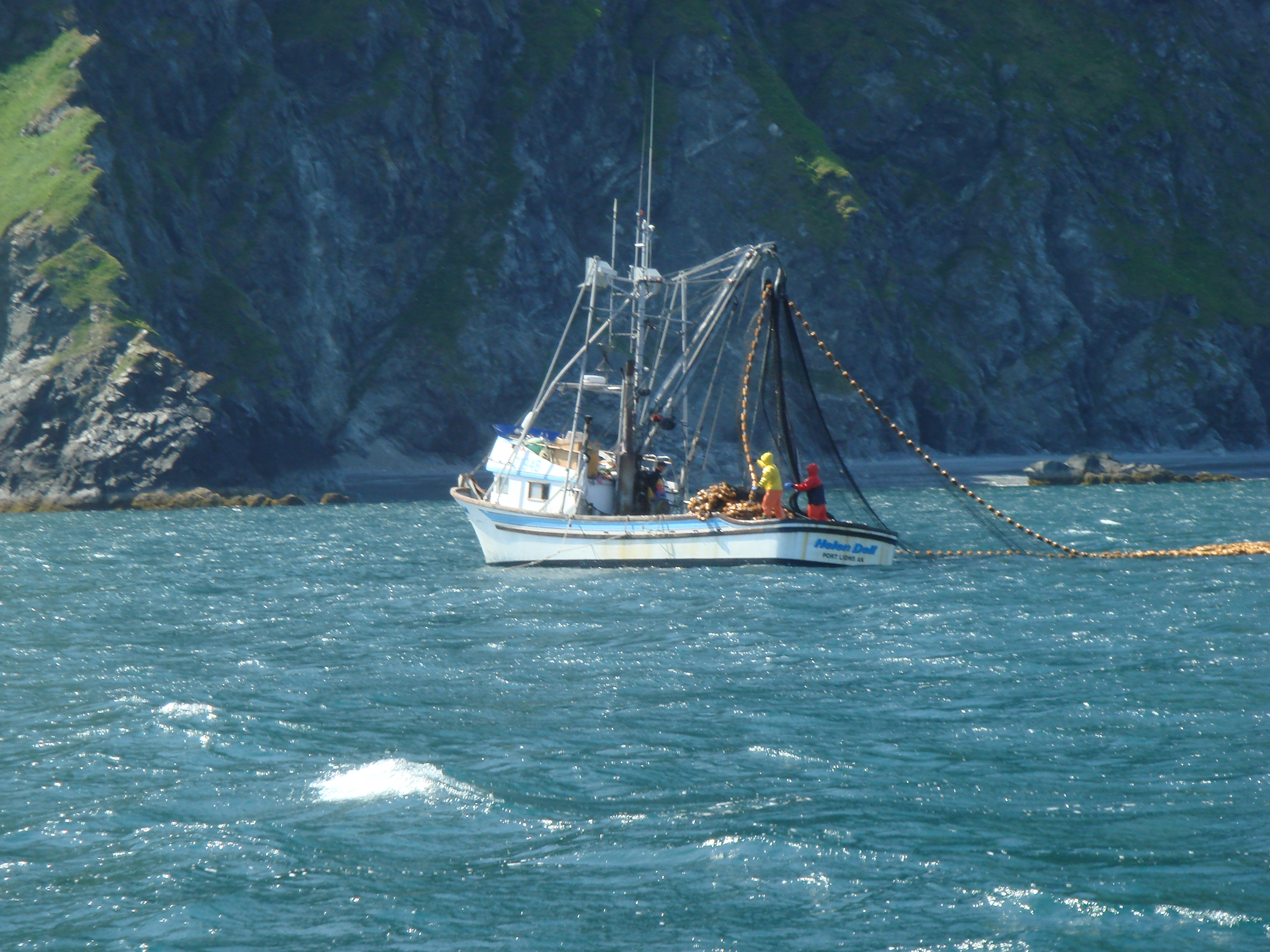
Pesca del salmone al largo di Raspberry, luglio 2009
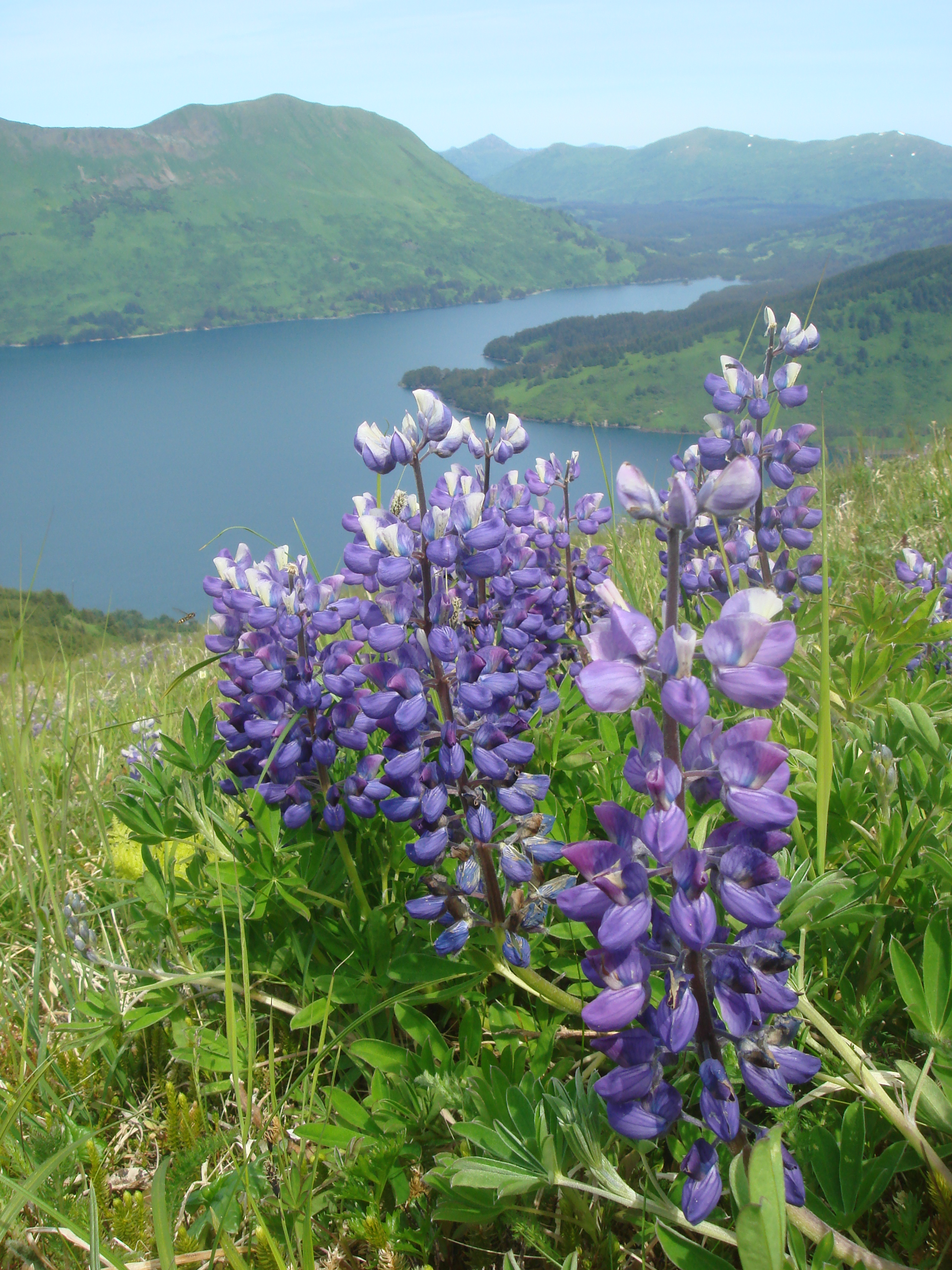
Lupini sulle montagne di Raspberry
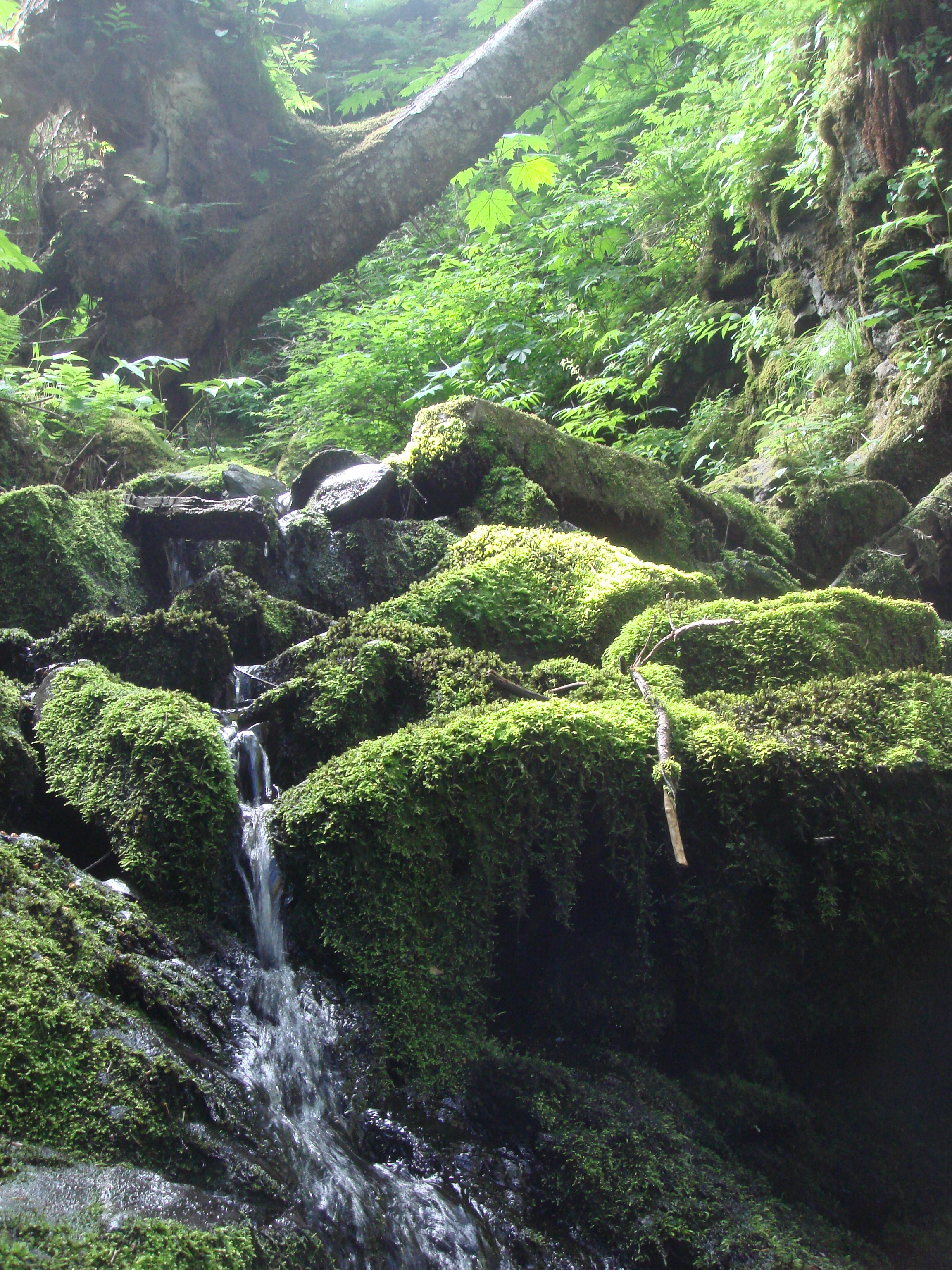
Un ruscello sull'isola
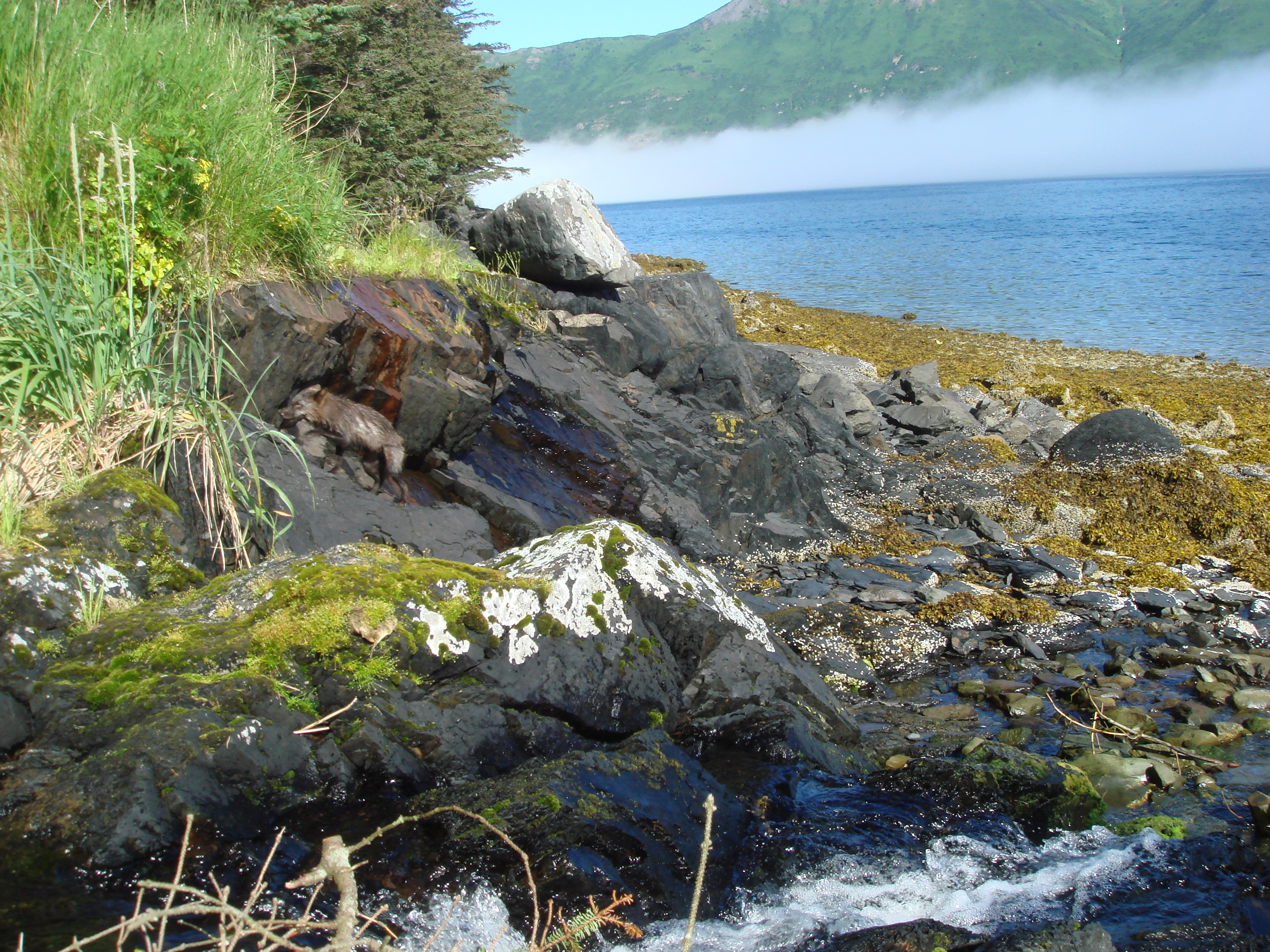
Una volpe sulla costa